# Arques, Pas-de-Calais

Arques este o comună în departamentul Pas-de-Calais, Franța. În 1 ianuarie 2022 avea o populație de 9.526 de locuitori.